# 德國聯邦最高社會法院

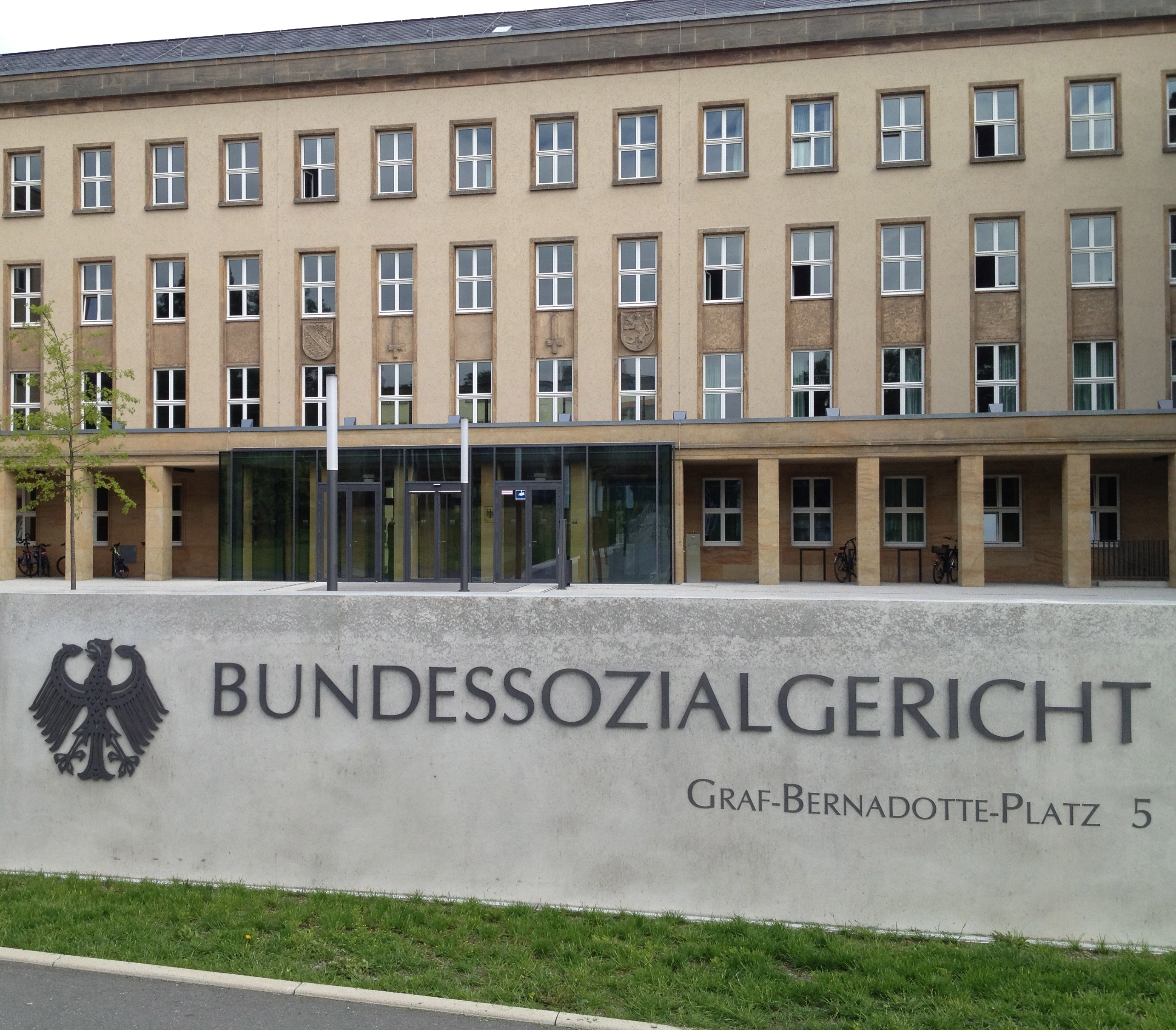
位於卡塞爾的聯邦社會法院

德國聯邦社會法院（德文：Bundessozialgericht）為德國五個聯邦終審法院其中一者。其負責審理關於社會保障相關的上訴案件，其中最主要是關於公共衛生保險、長期護理保險、養老保險和職業災害保險所產生的爭訟。所有不服各邦高等社會法院的判決者都可以上訴至本法院。目前德國聯邦社會法院位於黑森州的卡塞爾。

## 外部連結
- 官方網站 （页面存档备份，存于）